# Orchestre Dijon Bourgogne
L’Orchestre Dijon Bourgogne (ODB) est un orchestre symphonique français fondé en 2009, basé à Dijon.

## Historique
L'Orchestre Dijon Bourgogne (ODB) est fondé en 2009. Il est issu de la fusion de la Camerata de Bourgogne et de l'Orchestre de l'Opéra de Dijon.
La formation, basée à Dijon, est conventionnée par la ville de Dijon, le Conseil régional de Bourgogne-Franche-Comté, le Ministère de la Culture – DRAC Bourgogne-Franche-Comté et le Conseil départemental de la Côte-d’Or. Elle rassemble un effectif de 45 musiciens permanents,.
L'ensemble partage ses activités entre saison symphonique et saison lyrique, au Grand Théâtre de Dijon ainsi qu'à l'Auditorium Robert-Poujade de la ville, notamment.
En 2014, la formation connaît des difficultés financières qui menacent sa pérennité.
L'Orchestre Dijon Bourgogne est dirigé entre 2013 et 2019 par le chef d'orchestre hongrois Gergely Madaras,.
Après trois ans d'instabilité à la direction musicale de l'ensemble, le chef d'orchestre franco-suisse Joseph Bastian (de) est nommé en 2022 chef principal de l'Orchestre pour trois saisons.
En 2022, Debora Waldman est nommée cheffe associée de l’Opéra de Dijon. À ce titre, elle doit diriger en fosse un opéra par saison à la tête de l'Orchestre Dijon Bourgogne.
En 2023, la formation accompagne la trentième cérémonie de remise des Victoires de la musique classique.
En 2025, Joseph Bastian est renouvelé comme chef principal de l'orchestre jusqu'en 2028.